# Ribautia limaensis
Ribautia limaensis är en mångfotingart som beskrevs av Kraus 1957. Ribautia limaensis ingår i släktet Ribautia och familjen storjordkrypare.
Artens utbredningsområde är Peru. Inga underarter finns listade i Catalogue of Life.